# L'Amoureux de la bergère (film, 1956)
Pour les articles homonymes, voir L'Amoureux de la bergère.
Pour plus de détails, voir Fiche technique et Distribution.
L'Amoureux de la bergère (Ο Aγαπητικός της βοσκοπούλας (O Agapitikos tis voskopoulas)) est un film grec réalisé par Ilías Paraskevás et sorti en 1956.
L'Amoureux de la bergère est le premier film en couleurs grec.
Le film est une adaptation cinématographique d'une grande pièce de théâtre à succès de Dimitris Koromilas basée sur un poème plus ancien J'ai aimé une bergère de Yorgos Zalokostas (el).
Il s'agit d'une nouvelle adaptation, après celle de 1932 et deux autres en 1955 par Dinos Dimopoulos puis par Dimis Dadiras.

## Synopsis
Un riche propriétaire, Mitros, essaye d'épouser une jeune et belle bergère, Kroustallo, car elle lui rappelle son amour de jeunesse, madame Stathaina. Il lui offre une grosse croix en or. Mais, elle est amoureuse de son côté d'un pauvre berger Liakos et refuse. Mitros a été sauvé de la noyade par Liakos. La croix provoque une dispute entre les deux hommes. Mitros demande la main de Kroustallo à sa mère, madame Stathaina. On découvre alors que Kroustallo est la fille cachée de Mitros.

## Fiche technique
- Titre : L'Amoureux de la bergère
- Titre original : Ο Aγαπητικός της βοσκοπούλας (O Agapitikos tis voskopoulas)
- Réalisation : Ilias Paraskevas
- Scénario : Ilias Paraskevas  d'après Dimitris Koromilas
- Société de production : Ioannis Drimaropoulos & Co.
- Directeur de la photographie : Dimos Sakellariou
- Son : Stavros Arpatzoglou
- Décors : Kalliopi Leriotoou
- Musique : Athanasios Kokkinos
- Pays d'origine : Grèce
- Genre : Film en fustanelle
- Format  : noir et blanc
- Durée : 88 minutes
- Date de sortie : 1956

## Distribution
- Stella Georgiadi
- Christoforos Nezer (en)
- Andreas Philippidis (el)
- Kaiti Lampropoulou (el)
- Mihalis Bouhlis
- Dimítris Papamichaíl
- Mihalis Kalogiannis
- Meropi Rozan (el)